# Посёлок санатория (Орловская область)
Посёлок санатория — поселок в Урицком районе Орловской области, России.
Входит в состав Городищенского сельского поселения.

## География
Расположен на левом берегу реки Цон севернее деревни Борщёвка.
В посёлок заходит просёлочная дорога, образующая улицу Лесную.

## Население
| 2010 |
| ---- |
| 9    |